# Knappskog
Knappskog este o localitate din comuna Fjell, provincia Hordaland, Norvegia, cu o suprafață de 0,94 km² și o populație de 1.451 locuitori (2013).